# Wazari
Wazari nebo waza-ari (japonsky: 技あり) je druhé nejvyšší bodové ocenění, které může zápasník juda v zápase dosáhnout. Tento termín se používá jak v judu, tak i v kendó, karate nebo v džiu-džitsu.

## Wazari v judu
Wazari je druhé nejvyšší skóre, kterého může zápasník v judu dosáhnout. 
- Nižší stupně hodnocení jsou yuko (výhoda) a koka.
- Vyšší stupeň hodnocení je ippon, který po udělení ukončí zápas ve prospěch zápasníka, který jej zaznamenal.

Rozhodčí zvedne paži paralelně se zemí a udělí wazari. Jeho hodnota je vyšší než jakýkoli jiný součet nebo kombinace nižších skóre. Bez ohledu na počet yuko nebo koka, když čas vyprší, wazari se stále počítá více.
V judu se wazari uděluje po akci, ve které je soupeř vržen s kontrolou a přesností, ale ne v rozsahu ippon, nebo držen na zádech po dobu 15 až 20 sekund na podložce.
Podle starých pravidel (do roku 2013) mohl být udělen také trest, dříve nazývaný keikoku. Trest může být udělen za přestupky, jako je pasivita, nesprávné držení, falešné útoky atd. V judu se tresty udělují vždy progresivním způsobem, kupř. první porušení – první trest (shido), druhé porušení – druhý trest (chiui), třetí porušení – třetí trest (keikoku), čtvrté porušení – diskvalifikace (hansoku make).
S výjimkou roku 2017 je wazari jediným kumulativním skóre v judu, takže pokud zápasník během zápasu zaznamenal dvě wazari, počítají se každý za půl ipponu, čímž zápasník získá vítězství. Na znamení toho rozhodčí zvedne paži do strany rovnoběžně se zemí, aby udělil druhé wazari, a poté pokračuje ve zvednutí paže svisle, jako by chtěl označit ippon a ohlásí „Waza-ari, awasete ippon“ a před ukončením zápasu ohlásí „Sore made“. Přibližně jeden rok, s některými novými pravidly zavedenými v roce 2017, se wazari již neakumulovalo do ipponu, pokud však nebyl bodován žádný ippon, wazari určilo vítěze. Poté, v roce 2018, bylo znovu zavedeno pravidlo, že dvě wazari se spojí a vytvoří ippon. Skóre nižší než wazari se již neudělují.

## Wazari v karate
V mnoha stylech soutěže karate nebo shiai se skóre wazari uděluje zápasníkovi, který úspěšně udeří soupeře v rámci pravidel soutěže, ale způsobem, který není považován za takové přemožení, aby ukončilo zápas.
V shobu ippon kumite, které cvičí Japonská asociace karate a její odnože, se wazari uděluje, když se úder dostane do kontaktu s protivníkem, ale bez splnění všech kritérií pro rozhodující úder, ať už kvůli cílové oblasti, vzdálenosti, zaměření. nebo jiná kritéria hodnocení.
V knockdown kumite, jak ho praktikují odnože organizací kyokushinkaikan, se wazari uděluje za úder, který dočasně omráčí soupeře, ale neumožní mu pokračovat déle než tři sekundy.